# Аньелли, Марелла
Донна Марелла Аньелли (урожд. Донна Марелла Караччоло дей Принчипи Ди Кастаньето; итал. Donna Marella Caracciolo dei Principi di Castagneto; 4 мая 1927, Флоренция — 23 февраля 2019, Турин) — итальянская дворянка, художница, фотограф, редактор, публицист; коллекционер произведений искусства, светская львица, икона стиля в начале 1960-х годов. Супруга главы «Фиат» Джанни Аньелли.
Она часто появлялась в модном журнале Vogue. Включалась «Международный список Зала Славы элегантно одетых людей» журнала Vanity Fair в 1959, 1960, 1961, 1962, 1963 и 1992 годах.

## Происхождение
Донна Марелла Караччоло дей Принчипи ди Кастаньето родилась во Флоренции в семье Караччоло, принадлежавшей к высшей итальянской знати. Её отцом был дон Филиппо Караччоло, 8-й князь ди Кастаньето, 3-й герцог ди Мелито, потомственный неаполитанский патриций (1903—1965), происходивший из старинной неаполитанской знатной семьи. Её матерью была Маргарет Кларк (1898—1955) из Рокфорда штата Иллинойс. У неё было два брата — дон Карло Караччоло (1925—2008), который унаследовал титулы своего отца в 1965 году и основал газету La Repubblica, известный как «князь-редактор», ссылаясь на своё аристократическое происхождение и элегантные манеры, и дон Никола Караччоло (род. в 1931 году), обладатель с 2008 года таких титулов, как 10-й князь ди Кастаньето, 5-й герцог ди Мелито и потомственный патриций Неаполя.

## Семья
Она вышла замуж в Остхоффене за владельца Fiat Джанни Аньелли 19 ноября 1953 года; брак продлился до его смерти 24 января 2003 года. У них было двое детей:
1. Эдоардо Аньелли (9 июля 1954 — 15 ноября 2000).
2. Графиня Маргарита Аньелли де Пален (род. 26 октября 1955 года). Первый раз вышла замуж в 1975 году (развелась в 1981 году) за Алёна Элканна (род. 23 марта 1950 года) и второй — в 1991 году за русского графа Сержа де Палена (род. в 1944 году).

## Карьера
Аньелли получила образование в Париже. В начале своей разнообразной карьеры была ассистентом Эрвина Блюменфельда в Нью-Йорке (жила на Парк-авеню в Верхнем Ист-Сайде), а также время от времени редактором и фотографом в журнале Vogue. В 1973 году она создала текстильную линию для швейцарской фабрики тканей Abraham-Zumsteg, за которую в 1977 году была награждена премией Resources Council’s Roscoe (эквивалент премии «Оскар» в области дизайна).
Будучи заядлым садовником, Аньелли написала несколько книг о садоводстве, а также представила множество фотографий. Две её книги посвящены саду Нинфа (1999) и садам Аньелли в Виллар-Пероза (1998).
Она руководила открытием художественной галереи Пинакотеки Джованни и Мареллы Аньелли, спроектированной Ренцо Пиано, построенной на крыше бывшего завода Lingotto Fiat в Турине. Коллекция Аньелли включает шедевры Пикассо, Ренуара, Каналетто, Матисса и Кановы.

## «Лебеди»
Эту сдержанную патрицианку и светскую даму Трумен Капоте включил в круг «лебедей» — богатых, стильных и удачно вышедших замуж подруг, компанию которых он обожал, потому что они «создали себя, как и он», и «им было что рассказать». По словам Капоте, Аньелли была «европейским лебедем номер один», одной из самых молодых в группе, в которую входили Бэйб Пейли, Глория Гиннесс, Сизи Гест, Слим Кит, Памела Гарриман, Ли Радзивилл и Жаклин Кеннеди Онассис. В своей автобиографии издатель Washington Post и подруга Капоте Кэтрин Грэм рассказала, что автор однажды сказала ей, что если бы Пейли и Аньелли были «обе в витрине Тиффани, Марелла была бы дороже» («Личная история», стр. 393).
Её сыграла Изабелла Росселлини в фильме «Дурная слава» (2006).

## Смерть
Аньелли умерла в возрасте 91 года 23 февраля 2019 года в своём доме в Турине, Италия.

## Награды
Великий офицер Ордена «За заслуги перед Итальянской Республикой». Награждена третьей по величине гражданской наградой в Италии президентом Карло Адзельо Чампи 13 сентября 2000 года.